# Romans Suta
Romans Suta, né le 28 avril 1896 près de Cēsis en Lettonie et mort le 14 juillet 1944 à Tbilissi dans la République socialiste soviétique de Géorgie en URSS, est un peintre letton. 

## Biographie
Pendant la Première Guerre mondiale Suta s'inscrit comme volontaire et combat les Allemands avec le 5e régiment de tirailleurs de Zemgale. Imprégné d'idées de Proletkult au contact de Vladimir Maïakovski rencontré à Petrograd, il apporte sa contribution à la décoration de Riga occupée par les soviétiques, pour la fête des travailleurs 1919 . Élève de Vilhelms Purvītis, il était membre du groupe de peintres modernistes de Riga appelé Rīgas mākslinieku grupa (1920-1926) et, plus tard, de l'association Zaļā vārna. Entre-temps, en 1924, il fonde un atelier de peinture sur porcelaine Baltars. Sous occupation soviétique, il travaille aux studios Rīgas Mākslas filmu studija. Il sera notamment le directeur de la photographie du premier long métrage produit du temps de la République socialiste soviétique de Lettonie Kaugurieši réalisé par Voldemārs Pūce. En 1941, avec le personnel du studio il est évacué à Moscou, puis à Almaty et, enfin, à Tbilissi où à la suite d'une dénonciation il est exécuté le 14 juillet 1944. Suta fut réhabilité à titre posthume en 1959.

## Vie privée
Il se marie avec l'artiste lettone Aleksandra Beļcova, ensemble ils ont une fille Tatjana Suta.